# Merah-Putih-Brücke
Die Merah-Putih-Brücke (Indonesisch: Jembatan Merah Putih) ist eine Schrägseilbrücke in Ambon in Indonesien. Sie überspannt die Bucht von Ambon auf der gleichnamigen Insel und verbindet den Stadtteil Sirimau im Süden mit dem Stadtteil Teluk im Norden Ambons. Die Brücke ist die längste Brücke im Osten Indonesiens und ein Wahrzeichen der Stadt Ambon.
Die Brücke verkürzt die Anfahrtszeit zum Flughafen Pattimura auf der nördlichen Leihitu Halbinsel im Norden mit dem Zentrum von Ambon auf der Lei Timur Halbinsel im Süden. Vor der Fertigstellung der Brücke musste die gesamte Bucht von Ambon umfahren werden und die Fahrt dauerte circa 60 Minuten. Diese Zeit konnte auf circa 30 Minuten reduziert werden.

## Geschichte
Der Bau der Brücke begann am 17. Juli 2011 und als Budget waren 416,75 Milliarden indonesische Rupiah bei einer Fertigstellung 2014 veranschlagt. Aufgrund von Wettereinflüssen und Lieferengpässen beim Baumaterial konnte dieser Zeitplan nicht eingehalten werden. Im Juni 2015 waren bereits 90 % der Brücke fertiggestellt, aber durch ein Erdbeben im Dezember 2015 verzögerte sich die Fertigstellung abermals. Im Jahr 2016 wurde die Brücke dann mit Gesamtkosten von 779.2 Milliardien indonesische Rupiah fertiggestellt. Am 4. April 2016 wurde sie von Präsident Joko Widowo feierlich eingeweiht. Im August 2017 fand auf der Brücke das Merah-Putih-Brückenfestival statt, um die Brücke als nationale Touristenattraktion zu bewerben. Beim Erdbeben bei Ambon 2019 kam es zu Rissen in den Dehnungsfugen der Brücke, der Verkehr musste dafür aber nicht gestoppt werden.

## Name
Die Brücke ist nach der Flagge Indonesiens benannt, die kurz Merah Putih genannt wird, was schlicht „Rot-Weiß“ bedeutet. Es gibt aber auch noch eine zweite Bedeutung des Namens. Während der religiösen Unruhen auf den Molukken zwischen 1999 und 2002 wurden die christlichen Gruppierungen „rote Gruppe“ genannt und die muslimischen Gruppierungen „weiße Gruppe“. Daher ist die Merah-Putih-Brücke auch ein Symbol für Frieden, Einigkeit und Solidarität zwischen den Bewohnern der Molukken.